# Mobula eregoodootenkee
Mobula eregoodootenkee är en rockeart som först beskrevs av Pieter Bleeker 1859.  Mobula eregoodootenkee ingår i släktet Mobula och familjen örnrockor. IUCN kategoriserar arten globalt som nära hotad. Inga underarter finns listade i Catalogue of Life.